# Nguyễn Tài Cẩn
Nguyễn Tài Cẩn (2 tháng 5 năm 1926 – 25 tháng 2 năm 2011) là một trong những chuyên gia đầu ngành Ngôn ngữ học Việt Nam. Ông đã có công lớn trong việc xây dựng chuyên ngành Ngôn ngữ học tại trường Đại học Tổng hợp Hà Nội, nay là khoa Ngôn ngữ học của trường Đại học Khoa học Xã hội và Nhân văn, thuộc Đại học Quốc gia Hà Nội. Ông đã được nhận giải thưởng Hồ Chí Minh về khoa học – công nghệ năm 2000, được phong tặng học hàm Giáo sư đợt 1 năm 1980 và danh hiệu Nhà giáo Nhân dân năm 2008.

## Tiểu sử
Ông sinh ngày 2 tháng 5 năm 1926 tại làng Thượng Thọ (nay thuộc xã Đại Đồng), huyện Thanh Chương, tỉnh Nghệ An, trong một gia đình Nho học. Thời nhỏ ông theo học trường trung học Thuận Hóa, một trường tư do ông Tôn Quang Phiệt mở, có nhiều thầy dạy giỏi nổi tiếng như Đào Duy Anh, Hoài Thanh,... Sau đó ông thi đỗ học Quốc học Huế, rồi Quốc học Vinh.
Sau Cách mạng tháng Tám, ông tham gia các công tác kháng chiến tại Nghệ An, là đảng viên Đảng Cộng sản Việt Nam từ năm 1949.
Năm 1949, ông bắt đầu dạy học. Năm 1952, ông được bổ nhiệm làm trợ lý đại học lớp đầu tại Liên khu 4, năm 1953–1954 là Trưởng phòng chuyên môn của Khu Giáo dục Liên khu bốn.
Trong những năm 1955–1960, ông được Bộ Giáo dục Việt Nam cử làm chuyên gia Việt ngữ học đầu tiên của Việt Nam tại Liên Xô (làm việc tại Đại học Tổng hợp Leningrad).
Năm 1960 ông bảo vệ thành công luận án phó tiến sĩ ngữ văn đầu tiên của Việt Nam tại Liên Xô về ngành ngôn ngữ học với đề tài "Từ loại Danh từ tiếng Việt".
Từ năm 1961 đến năm 1971, ông làm Chủ nhiệm Bộ môn Ngôn ngữ học, trường Đại học Tổng hợp Hà Nội.
Năm 1980 ông được phong hàm Giáo sư.
Ông được mời giảng tại Đại học Paris 7 vào các năm 1982, 1988–1990, và tại Đại học Cornell (Hoa Kỳ) năm 1991.
Năm 2000 Giáo sư Nguyễn Tài Cẩn đã được Nhà nước Việt Nam tặng giải thưởng Hồ Chí Minh về cụm ba công trình Ngữ pháp và Lịch sử tiếng Việt:
1. Ngữ pháp tiếng Việt – từ ghép, đoản ngữ – tập hợp một số bài giảng về ngữ pháp tiếng Việt hiện đại cho sinh viên chuyên ngành ngôn ngữ Khoa ngữ văn trường Đại học Tổng hợp Hà Nội, trong thời gian 1961–1969. Tiếng, từ ghép, đoản ngữ là ba lĩnh vực then chốt của ngữ pháp tiếng Việt, được tác giả nghiên cứu, lý giải một cách khoa học, mà cho tới bây giờ vẫn được đánh giá là chuẩn xác (tuy các thuật ngữ đã có một số thay đổi).
2. Giáo trình lịch sử ngữ âm tiếng Việt – công trình nghiên cứu về quá trình phát triển ngữ âm tiếng Việt trên cơ sở lý thuyết ngữ âm hiện đại, có liên hệ với các ngôn ngữ có liên quan như tiếng Ê Đê, tiếng Khmer, âm vận học của Trung Quốc.
3. Nguồn gốc và quá trình hình thành cách đọc Hán – Việt – công trình nghiên cứu sự ra đời cách đọc Hán–Việt.

Năm 2008, ông được phong tặng danh hiệu Nhà giáo nhân dân.
Về đời tư, ông kết hôn với một phụ nữ Nga, giáo sư Nonna Stankevitch, cũng là nhà ngôn ngữ học có uy tín, có nhiều nghiên cứu về tiếng Việt; bà từng được Đảng và Nhà nước trao tặng Huân chương Kháng chiến chống Mỹ. Ở Khoa Ngữ Văn của Đại học Tổng hợp trước đây, có lưu truyền một số giai thoại đẹp xung quanh mối tình "xuyên biên giới" của ông với người vợ Nga.
Ông mất hồi 19 giờ 10 phút (giờ Hà Nội) ngày 25 tháng 02 năm 2011 tại Moskva (Liên bang Nga) sau một thời gian đau ốm, hưởng thọ 85 tuổi.

## Danh mục công trình nghiên cứu[3]
1. Nguyễn Tài Cẩn (1971), Cứ liệu ngữ âm lịch sử với vấn đề thời kì xuất hiện của chữ Nôm, in trong: Tạp chí Ngôn ngữ, số 1; in lại trong: Một số vấn đề về chữ Nôm, Nhà xuất bản Đại học và Trung học chuyên nghiệp, Hà Nội, 1985, tr. 86–118.
2. Nguyễn Tài Cẩn (1972), Bổ sung thêm một số cứ liệu ngữ âm lịch sử có liên quan đến vấn đề thời kì xuất hiện chữ Nôm, in trong: Thông báo khoa học Trường Đại học Tổng hợp (Văn học – Ngôn ngữ), tập V, Hà Nội, 1972; in lại trong: Một số vấn đề về chữ Nôm, Nhà xuất bản Đại học và Trung học chuyên nghiệp, Hà Nội, 1985, tr. 119–137.
3. Nguyễn Tài Cẩn (1974), Thử tìm cách đọc Nôm hai chữ "song viết", in trong Tạp chí Văn học, số 2/1974[4]; in lại trong: Một số vấn đề về chữ Nôm, Nhà xuất bản Đại học và Trung học chuyên nghiệp, Hà Nội, 1985, tr. 181–209.
4. Nguyễn Tài Cẩn (1975), Bàn thêm về "song viết? song biết? song kiết?", in trong: Tạp chí Văn học, số 6/1975; in lại trong: Một số vấn đề về chữ Nôm, Nhà xuất bản Đại học và Trung học chuyên nghiệp, Hà Nội, 1985, tr. 210–227.
5. Nguyễn Tài Cẩn (1975), Từ loại Danh từ trong tiếng Việt hiện đại. Nhà xuất bản Khoa học Xã hội.
6. Nguyễn Tài Cẩn (1975), Ngữ pháp tiếng Việt: tiếng, từ ghép, đoản ngữ. Nhà xuất bản Đại học và Trung học Chuyên nghiệp, 1975; Nhà xuất bản Đại học Quốc gia (tái bản nhiều lần).
7. Nguyễn Tài Cẩn, N.V. Stankevitch (1976), Điểm qua vài nét về tình hình cấu tạo chữ Nôm, in trong: Tạp chí Ngôn ngữ, số 2: tr. 15–25; số 3: tr. 14–24.[5]
8. Nguyễn Tài Cẩn (1979), Nguồn gốc và quá trình hình thành cách đọc Hán Việt, Nhà xuất bản Khoa học Xã hội, Hà Nội; tái bản: Nhà xuất bản Đại học Quốc gia Hà Nội, 2002.
9. Nguyễn Tài Cẩn, N.V. Stankevitch (1981), Chữ Nôm, một thành tựu văn hoá của thời đại Lý – Trần, in trong: Viện Sử học, Tìm hiểu xã hội Việt Nam thời Lý – Trần, Nhà xuất bản Khoa học Xã hội, Hà Nội, tr. 476–516.
10. Nguyễn Tài Cẩn (1985), Một số vấn đề về chữ Nôm, Nhà xuất bản Đại học và Trung học chuyên nghiệp, Hà Nội, 1985.[6]
11. Nguyễn Tài Cẩn (1987), Văn hoá chữ Hán và ngôn ngữ Việt Nam: vai trò của các yếu tố gốc Hán trong tiếng Việt hiện đại, in lần đầu bằng tiếng Nhật trong cuốn Hán tự dân tộc quyết đoán, Tokyo, 1987; in lại bằng tiếng Việt trong: Một số chứng tích về ngôn ngữ, văn tự và văn hoá, Nhà xuất bản Đại học Quốc gia Hà Nội, 2001, tr. 424–439.
12. Nguyễn Tài Cẩn (1995), Giáo trình lịch sử ngữ âm tiếng Việt (sơ thảo), Nhà xuất bản Giáo dục.
13. Nguyễn Tài Cẩn (1998), Ảnh hưởng Hán văn Lý Trần qua thơ và ngôn ngữ thơ Nguyễn Trung Ngạn, Nhà xuất bản Giáo dục.
14. Nguyễn Tài Cẩn (1998), Tìm hiểu kỹ xảo hồi văn liên hoàn trong bài Vũ trung sơn thủy của Thiệu Trị, Nhà xuất bản Thuận Hoá.
15. Nguyễn Tài Cẩn (2001), Một số chứng tích về ngôn ngữ, văn tự và văn hoá, Nhà xuất bản Đại học Quốc gia Hà Nội.
16. Nguyễn Tài Cẩn (2002), Tư liệu Truyện Kiều: Bản Duy Minh Thị 1872, Nhà xuất bản Đại học Quốc gia Hà Nội.
17. Nguyễn Tài Cẩn (2004), Tư liệu Truyện Kiều: Từ bản Duy Minh Thị đến bản Kiều Oánh Mậu, Trung tâm Nghiên cứu Quốc học & Nhà xuất bản Văn học.
18. Nguyễn Tài Cẩn (2008), Tư liệu Truyện Kiều: Thử tìm hiểu bản sơ thảo Đoạn trường tân thanh, Nhà xuất bản Giáo dục.

## Kỷ lục Việt Nam trong thế kỷ XX
- Giáo sư Nguyễn Tài Cẩn có thể tìm ra hơn 60 cách đối lại một câu đối, điều mà ông từng thực hiện trên tạp chí Sông Hương số đầu năm 1988. Nghệ thuật đối đó sở dĩ đạt tới kỷ lục trên là do được thực hiện không phải dựa theo cảm tính hay thói quen như thường thấy mà căn cứ vào phương pháp khoa học của ngành ngôn ngữ học.[7]